# جونینیو فونسکا
جونینیو فونسکا (پرتغالی: Juninho Fonseca؛ زادهٔ ۲۹ اوت ۱۹۵۸) بازیکن سابق و مربی فوتبال اهل برزیل است.
از باشگاه‌هایی که در آن بازی کرده‌است می‌توان به باشگاه فوتبال توکیو وردی، باشگاه فوتبال کورینتیانس، باشگاه فوتبال سان خوزه، باشگاه ورزشی کروزیرو، باشگاه فوتبال پونته پرتا، باشگاه فوتبال اتلتیکو پارانائنزه، و باشگاه ورزشی واسکو دوگاما اشاره کرد.
وی همچنین در تیم ملی فوتبال برزیل بازی کرده‌است.